# مخلاف
المخلاف مصطلح تقسيم إداري قديم في اليمن حيث كان اليمنيون يسمون الناحية من بلادهم بالمخلاف مضافاً إلى اسم ابي القبيلة أو اسم المكان أو إلى زعيم مشهور أو بلدة معروفة. وقد ورد اسم المخلاف في الكتابات القديمة المزبورة على الحجارة بصيغة «خلف» اسماً للناحية وقد تفردت اليمن بتسمية المخاليف.
كان في اليمن واحد وثمانين مخلافاً واختلف الكتاب المؤرخون في تحديد عددها تماماً.

## تاريخ

### عهد النبوة
كان اليمن قبل الإسلام يعيش في فترة الصراع الحبشي الفارسي ثم فترة السيطرة الفارسية على اليمن في الفترة من 575 وما بعدها يعيش في تفتت سياسي وقبلي وديني، بل إنه يجوز القول بأن صورة اليمن في تلك الحقبة تبدو صورة مجموعة من القبائل الكبيرة والصغيرة المتناحرة والمتحالفة للتناحر والصراع فيما بينها، وحتى الحكم الفارسي أصبح محصورا في صنعاء وعدن وأصبح الفرس طبقة عرفت بـ (الأبناء)، وظل الأمر كذلك حتى جاء الإسلام.
كانت استجابة اليمانيين للدعوة الإسلامية استجابة طبيعية ورغبة روحية ومادية علت على كافة الرغبات وتسابقت القبائل في إرسال وفودها لتصبح بإسلامها جزءا من الدولة الإسلامية. وكان الرسول محمد يحرص على أن يولي كل شريف قوم على قومه، فعين فروة بن مسيك على مذحج كلها بينما هو من مراد، كما عين باذان الفارسي أميرا على جميع مخاليف اليمن وهي إمارة رمزية لأن اليمن كله لم يكن قد أسلم. وسيطرة باذان الفعلية لم تتجاوز صنعاء وعدن وجزءاً من تهامة وهمدان، إلا أن الرسول محمد أراد بهذا التعيين إنهاء حكم الدولة الفارسية على ولاية اليمن، وإدخال اليمن تحت حكم الدولة الإسلامية. وهذا لا يتم إلا بتعيين باذان أميرا علىاليمن كلها من قبل الرسول محمد ليزيح الرسول محمد بهذا التعيين الشكل القانوني للدولة الفارسية في السيطرة على اليمن.
وبعد حجة الوداع قسم الرسول محمد اليمن إلى مخلافين كبيرين هما:
1. مخلاف (أعلى) ويشتمل على نجران شمالا وصعدة وصنعاء والجند وحتى عدن.
2. مخلاف (أسفل) ويشتمل على تهامة اليمن من جيزان شمالا وحتى عدن جنوبا.

وقد تأخر دخول الإسلام إلى حضرموت ولهذا لم تذكر في تلك المرحلة. بعد حجة الوداع وحتى وفاة الرسول محمد جعل القبائل وحدات اجتماعية عليهم زعماؤهم وهم بمثابة (العرفاء). كلف رجالا لجمع الصدقات وتصريفها في مصارفها. جعل في قمة الهيكل الإداري (الوالي) وكان يعد عاملا على المخاليف التي تحت يده ومرجعا مفوضا للأمور القضائية والمالية والإدارية. 
وبذلك أصبح اليمن مقسما إلى أربعة مخاليف على كل مخلاف أمير وهي كما يلي:
1. مخلاف تهامة وعليه (الطاهر بن أبي هالة).
2. مخلاف حضرموت وعليه (زياد بن لبيد البياضي).
3. مخلاف صنعاء وعليه (شهر بن باذان الفارسي).
4. مخلاف الجند وعليه (معاذ بن جبل).

بالإضافة إلى إشرافه على بقية المخاليف وقد عين الرسول عمالا على بعض المناطق في هذه المخاليف وذلك لأسباب وأشباء محددة (للدعوة بين قومهم أو لجمع الصدقات)، وقد أجمع الصحابة أن أرض اليمن أرض عشرية لا خراجية مثلها مثل المدينة المنورة، وكانت الزكاة تؤخذ من الأغنياء وترد للفقراء. ما عدا مدينة نجران فهي خراجية إذ إنها دخلت تحت سيطرة الدولة الإسلامية بالصلح بين (أهلها والرسول). 
بهذا نخلص إلى أن اليمن قد توحدت مع دار الخلافة في المدينة المنورة وتقسمت إداريا إلى أربعة مخاليف بدلا من التمزقات القبلية والعشائرية المتناحرة قبل الإسلام كما عوملت ماليا معاملة مدينة رسول الله محمد.

### الخلافة الراشدة (632-750 م)

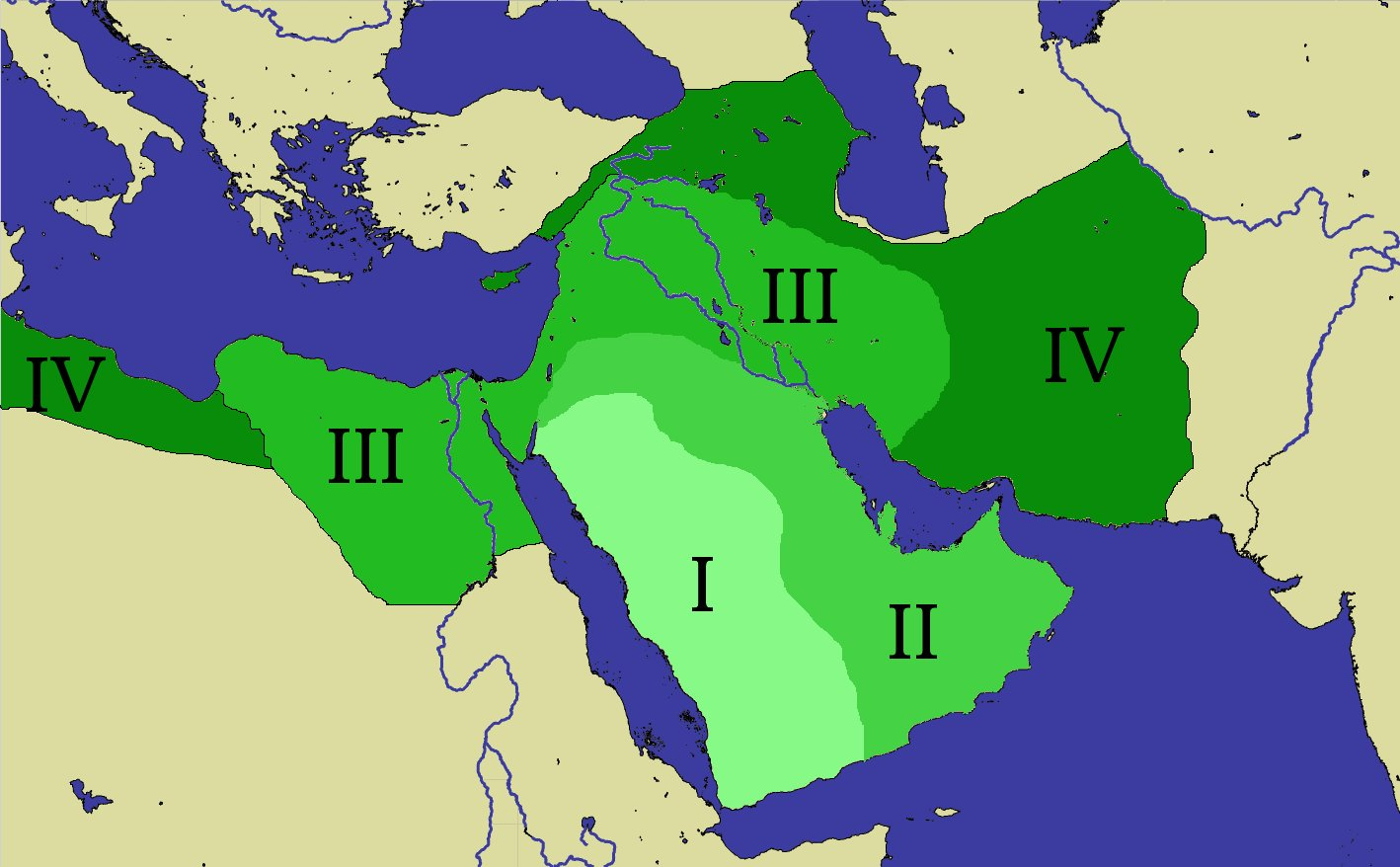
التوسع في الخلافة: الأول: الرسول محمد؛ الثاني: أبو بكر؛ الثالث: عمر والرابع: عثمان

استمرت سياسة توحيد اليمن في هذا العهد وقسمت إداريا إلى ثلاثة مخاليف هي: (المخلاف الجند ومخلاف صنعاء ومخلاف حضرموت) وعين لكل مخلاف والي خاص إلا أن الوالي العام كان مقره صنعاء فله الولاية العامة على اليمن كلها، إذ عين أبو بكر الصديق (المهاجر بن أمية) والياً عاماً وفي عهد عمر وعثمان كان يعلى بن أمية وفي عهد على كان عبد الله بن العباس آخر الولاة العامين على اليمن خلال عهد الخلفاء الراشدين، وبقي الوضع المالي كما كان عليه في عهد الرسول محمد.

## نبذة
المخلاف في تاريخ اليمن ليس له حدود ثابتة بارزة المعالم، تميزة عن غيره من المخاليف، فقد يكون في وقت ما يشمل مقاطعات كثيرة، وقد تضيق مساحته وتقتصر على عدد محدود من القرى وقد يدخل تحت المخلاف عدد من المخاليف.
واحياناً تتداخل المخاليف، فيشمل بعضها أجزاء من مخاليف أخرى، مثل «مخلاف ذي رعين» حيث كان يشمل مخلاف العود ومخلاف حجر، ويافع العليا والسفلى، ومخلاف جيشان، فتقلص المخلاف ولم يبقى منه سوى عدد من القرى في مدينة يريم.
حالياً لم يبق المخلاف اسم شائع في اليمن كما كان من قبل، فقد أختفت الكثير من الأسماء واكتفي بذكر القبيلة أو المدينة أو القرية مجردة من ذكر «مخلاف»، خاصة مناطق شمال اليمن، مثل حاشد وبكيل وخولان، وقسم بعضها إلى عدة مخاليف.
ولا تزال هناك مناطق تعرف بالمخلاف من دون أن يضاف لها اسم المخلاف مثل «المخلاف» في تعز، فهو في الأصل «مخلاف الفقاعة»

## مخاليف اليمن
ذكر المؤرخ العراقي أحمد بن إسحاق اليعقوبي ان بلاد اليمن أربعة وثمانون مخلافاً: 
| مخلاف اليحصبين مخلاف يكلى مخلاف ذمار مخلاف طمؤ مخلاف الحصين مخلاف عيان مخلاف طمام مخلاف همل مخلاف قدم مخلاف خيوان مخلاف سنحان مخلاف ريحان مخلاف جرش مخلاف صعدة مخلاف الأخروج مخلاف مجيح مخلاف حراز مخلاف هوزن مخلاف قفاعة مخلاف الوزيرة مخلاف الحجر المخلاف السليماني | مخلاف المعافر مخلاف عنة مخلاف الشوافي مخلاف جبلان مخلاف وصاب مخلاف السكون مخلاف ميراب مخلاف الضريبات في تعز مركزه هجدة مخلاف شمير في تعز مركزه جورانة(سقم) مخلاف العبدلة والعشملة في تعز مركزه البرح مخلاف الجماهرة فيتعز مركزه المجاهرة مخلاف البراشة والمجاعشة في تعز مركزه المجاعشة مخلاف شرعب مخلاف الجند مخلاف مسور مخلاف الثجة مخلاف المزرع مخلاف حيران مخلاف مأرب مخلاف حضور مخلاف علقان مخلاف ريشان مخلاف جيشان مخلاف النهم مخلاف بيش مخلاف ضنكان | مخلاف قربى مخلاف قنونا مخلاف رنية مخلاف زنيف مخلاف العرش مخلاف الخصوف مخلاف الساعد مخلاف بلجة مخلاف المهجم مخلاف الكدراء مخلاف المعقر مخلاف زبيد مخلاف رمع مخلاف الركب مخلاف بني مجيد مخلاف لحج أبين مخلاف الواديين مخلاف الهان مخلاف حضرموت مخلاف مقرى | مخلاف حيس مخلاف حرض مخلاف الحقلين مخلاف عنس مخلاف ماذن مخلاف حملان مخلاف ذي جرة مخلاف خولان مخلاف السرو مخلاف الدثينة وكبيبة مخلاف تبالة مخلاف المندب مخلاف غلافقة مخلاف الحردة مخلاف الشرجة مخلاف عثر مخلاف الحمضة مخلاف السرين مخلاف جدة |

### مخاليف آنس
بلاد آنس في العصر الحاضر تشمل تسعة مخاليف وهي:
1) مخلاف ضوران. 
2) مخلاف بني أسعد. 
3) مخلاف جبل الشرق. 
4) مخلاف بني حاتم (آل حاتم). 
5) مخلاف حمير. 
6) مخلاف بني خالد. 
7) مخلاف المنار. 
8) مخلاف بني قشيب. 
9) مخلاف بني سلامة.

### مخاليف ناحية مقبنة
قالب:تنقسم إلى ثلاثة مخاليف
1.مخلاف شمير.
2.مخلاف ميراب.
3.مخلاف الضريبا

### مخاليف الحدأ
وهو من مخلاف مذحج

### مخاليف رداع
كانت رداع منطقة كبيرة في العهد الإسلامي والعثماني وتضم عدة مخاليف:
| - مخلاف بني عامر (في مديرية صباح) - مخلاف الرياشية (مديرية الرياشية) | - مخلاف العرش (مديرية العرش) - مخلاف قيفة (مديرية ولد ربيع) | - مخلاف ردمان - مخلاف الحبيشية (حالياً مديرية جبن ومديرية دمتبمحافظة الضالع) |

### مخلاف ذي رعين
وهذا أحد مخاليف اليمن القديمة
وهو المخلاف الرئيسي (سابقاالدولة الحميرية)
(حالياالمنطقة الوسطى)
ويشمل اليوم عدة مخاليف:
- مخلاف يافع (حاليا)يافع)
- مخلاف العود(حاليامديرية النادرة)
- مخلاف الشعر(حاليامديرية الشعر)
- مخلاف خبان
- مخلاف جيشان
- بلاد الضالع (حاليامحافظة الضالع)

### الهامش
1. ↑  الجهارنة من بلاد الحدأ
2. ↑  بلدة في حجة
3. ↑  بلدة عامرة من العصيمات ثم من حاشد
4. ↑  لا يقصد به مخلاف قبيلة سنحان ، فتلك القبيلة كانت تعرف بمخلاف ذي جرة
5. ↑  قرية في جبل تيس في المحويت
6. ↑  المعروف اليوم بالحيمتين الداخلية والخارجية
7. ↑  يعرف اليوم بالحجرية في تعز
8. ↑  من ناحية العدين في إب
9. ↑  مخلاف مشهور يتكون من خمس عزل : عزلة شعب يافع ،عزلة ثوب ، عزلة بني محرم ، عزلة البحرين ، عزلة جبل معود
10. ↑  في ريمة
11. ↑  في حضرموت
12. ↑  في  تعز مركزه السهيلة
13. ↑  في تعز مركزة الرونة
14. ↑  شرق مدينة تعز
15. ↑  هو جبل شمال غرب صنعاء
16. ↑  قرية تتبع عزلة المكتب
17. ↑  وادي بجوار حرض
18. ↑  جبل غرب صنعاء من ناحية مديرية بني مطر
19. ↑  وادي من عسير
20. ↑  بلدة ووادي جنوب شرقي الطائف
21. ↑  بلدة خربة على ساحل البحر الأحمر في المخلاف السليماني
22. ↑  مدنية خربة على طرف وادي خلب في المخلاف السليماني
23. ↑  مدينة خربة في وادي سردد
24. ↑  مدينة خربة في وادي سهام شرق المراوعة
25. ↑  مخلاف ممتد من باب المندب إلى المخلاء
26. ↑  من آنس بمحافظة ذمار
27. ↑  وهو اليوم مديرية همدان بمحافظة صنعاء
28. ↑  وادي ظهر بمحافظة صنعاء
29. ↑  كان يطلق على اماكن سنحان الواقعة جنوب صنعاء ، وبلاد الروس
30. ↑  المراد بها خولان الطيال شرق صنعاء .
31. ↑  بلاد يافع العليا والسفلى
32. ↑  بلدة خربة شمال شرق أبين
33. ↑  تقع بين تثليت وجرش من عسير
34. ↑  مضيق الركن الجنوبي من اليمن تجاه الساحل الأفريقي
35. ↑  قرية على ساحل البحر الأحمر كانت مرفأ زبيد
36. ↑  بكسر الحاء ، بلد بساحل اليمن
37. ↑  بلدة في حرض
38. ↑  مخلاف جوار مخلاف حكم ويجمعهما المخلاف السليماني
39. ↑  بلدة خربة على ساحل جنوب الليث
40. ↑  ميناء الحجاز المشهور

## التقسيم الإداري لليمن في العهد العثماني
كانت المخاليف (جمع مخلاف) هي الوحدة الإدارية في اليمن حتى عاد نفوذ الدولة العثمانية للمرة الأخيرة، وذلك في أعقاب استيلاء البريطانيين على عدن، فقسمت ما كانت تحكمه من اليمن (ولاية اليمن) إلى أربعة ألوية (جمع لواء)، وهي كالتالي:
1. لواء صنعاء ومخاليفه:
  - ومركزة مدينة صنعاء، ويشمل ثمانية أقضية.
2. لواء عسير ومخاليفه:
  - ومركزه مدينة أبها ويشمل ستة أقضية.
3. لواء الحديدة ومخاليفه:
  - ومركزه مدينة الحديدة ويشمل ثمانية أقضية.
4. لواء تعز ومخاليفه:
  - ومركزه مدينة تعز وكان يضم خمسة أقضية.

حيث أن القضاء الواحد يشمل عادة على ناحيتين أو ثلاث، وتتكون الناحية من عدة عزل، وتختلف من حيث كثرتها من ناحية إلى أخرى.
وتتكون العزلة من عدد غير محدود من القرى.
وكان يسمى الحاكم العثماني في اليمن (والي)، ومقر حكمة (ولاية)، وكان يسمى حاكم اللواء (متصرف) وحاكم القضاء (قائم مقام).